# James Connolly
James Connolly (en irlandés: Séamas Ó Conghaile; 5 de junio de 1868-12 de mayo de 1916) fue un republicano, socialista y líder sindical irlandés nacido en Escocia, ejecutado por su participación en el Alzamiento de Pascua de 1916 contra el dominio británico en Irlanda. Sigue siendo una figura importante tanto para el movimiento obrero irlandés como para el republicanismo irlandés.
Se convirtió en un socialista activo en Escocia, donde había nacido en 1868 de padres irlandeses. Al mudarse a Irlanda en 1896, fundó el primer partido socialista del país, el Partido Socialista Republicano Irlandés. Se pedía una Irlanda independiente no sólo de la Corona y del Parlamento británico, sino también de los "capitalistas, terratenientes y financieros" británicos.
De 1905 a 1910, fue organizador a tiempo completo en los Estados Unidos del sindicato Industrial Workers of the World, prefiriendo su sindicalismo al marxismo doctrinario del Partido Socialista Laborista de América de Daniel de Leon, hacia el cual se había sentido atraído inicialmente. A su regreso a Irlanda, sustituyó a James Larkin en la organización del Sindicato Irlandés de Trabajadores del Transporte y Generales, primero en Belfast y luego en Dublín.
En Belfast, se vio frustrado en sus esfuerzos por atraer a los trabajadores protestantes a un movimiento obrero y socialista en toda Irlanda, pero, a raíz de los disturbios industriales de 1913, adquirió en Dublín lo que vio como un nuevo medio de lucha por el objetivo de una «república de los trabajadores». A principios de 1916, comprometió a la milicia de la unión, el Ejército Ciudadano Irlandés (ICA), a los planes de la Hermandad Republicana Irlandesa y los Voluntarios Irlandeses para la insurrección en tiempos de guerra.
Junto con Patrick Pearse, Connolly comandó la insurrección de Pascua de ese año desde una guarnición rebelde que ocupaba la Oficina General de Correos de Dublín. Resultó herido en el combate y, tras la rendición de los rebeldes al final de la semana de Pascua, fue ejecutado junto con otros seis firmantes de la Proclamación de la República Irlandesa.

## Biografía
Connolly nació en el distrito de Cowgate o "Pequeña Irlanda" de Edimburgo en 1868, el tercer hijo de Mary McGinn y John Connolly, un trabajador,: 28  Ambos son inmigrantes irlandeses, su madre de Ballymena, condado de Antrim y su padre del condado de Monaghan. Habló con acento escocés toda su vida.: 636 
Según su biógrafo Desmond Greaves, la mayoría de los relatos sobre su vida sugieren que fue con el Ejército Británico que Connolly llegó por primera vez a Irlanda. Greaves relata que Connolly recordó haber estado de guardia militar en el puerto de Cork la noche de diciembre de 1882, cuando Maolra Seoighe fue ahorcado por la masacre de Maamtrasna (el asesinato de un terrateniente y su familia).: 26  Esto podría sugerir que, habiendo sido incluido en el censo del año anterior como aprendiz de panadero de 12 años,: 7  Connolly, siguiendo los pasos de su hermano John en el ejército, falsificó su edad y nombre para alistarse en el 1.er Batallón del Regimiento King’s Liverpool (reclutado mayoritariamente entre los irlandeses en Gran Bretaña). Si es así, es posible que Connolly también prestara servicio en el condado de Meath durante la Guerra de la Tierra y en Belfast durante los mortíferos disturbios sectarios de la ciudad en 1886.  Pero a falta de documentación de su servicio militar, esto es cuestión de especulación. Según Nora, su padre dejó el ejército en febrero de 1889 y regresó a Escocia.
En Dublín, Connolly conoció a Lillie Reynolds y en el Año Nuevo de 1890 ella lo siguió a Escocia donde, con una dispensa especial (Reynolds era protestante), se casaron en una iglesia católica.: 15 
En 1892 era una figura importante de la Federación Socialista Escocesa, convirtiéndose en secretario general de la misma 3 años más tarde. En 1896 dejó el ejército y formó el Partido Republicano Socialista Irlandés. Mientras se encontraba en suelo británico, fue uno de los fundadores del Partido Laborista Socialista, que se separó de la Federación Socialdemócrata en 1903. Era la mano derecha de James Larkin en el Sindicato de Transportistas. En 1913, en respuesta al cierre patronal de ese año, formó el Ejército Ciudadano Irlandés, un grupo de trabajadores entrenados y armados que luchaban por defender a los trabajadores y organizaban huelgas en toda Irlanda. Tan solo estuvo formado por unas 250 personas. Su objetivo último era el establecimiento de una república irlandesa socialista e independiente, libre de la ocupación británica.
Connolly consideraba a la organización de los Voluntarios Irlandeses demasiado burguesa, y poco preocupados por la independencia económica de Irlanda. En 1915, buscando adoptar una acción decisiva contra las fuerzas británicas, estaba dispuesto a adoptar acciones inmediatas. Tal acción alarmó a los miembros de la Hermandad Republicana Irlandesa, que había realizado una labor de infiltración dentro de los Voluntarios, y planeaba una insurrección en varios años. Los líderes de la Hermandad, incluyendo a Tom J. Clarke y Patrick Pearse, se reunieron con Connolly con vistas a alcanzar un acuerdo. Aunque se ha afirmado que fue secuestrado por ello, dicha idea ha sido rechazada con posterioridad. En cualquier caso, Connolly desapareció durante 3 días sin explicación alguna.
En 1916 Connolly ya era comandante de la Brigada de Dublín, fue firmante de la Proclamación de la República Irlandesa y participó en el Alzamiento de Pascua contra las fuerzas británicas. Fue gravemente herido en la batalla y posteriormente ejecutado el 12 de mayo de 1916 en la prisión de Kilmainham, junto a otros líderes del alzamiento independentista.
Su legado en Irlanda es de gran relevancia por su contribución a la causa nacionalista. Asimismo, su marxismo ha sido analizado y reivindicado por distintos pensadores y organizaciones políticas, tanto dentro como fuera de Irlanda. Su obra escrita está fundamentalmente basada en artículos, y muestra un pensamiento en el que se pretende unir el republicanismo irlandés, el marxismo y el catolicismo.
Connolly fue uno de los pocos grandes líderes izquierdistas de Europa que se opusieron a la Primera Guerra Mundial, lo cual provocó el odio de varios líderes socialistas del Viejo Continente.
Al parecer, Lenin fue un gran admirador de Connolly, aunque nunca se conocieron en persona. El líder bolchevique se enfrentó en alguna de sus obras a los que consideraban a la rebelión de 1916 en Irlanda como burguesa, señalando que no existía una revolución pura y los comunistas debían buscar la unidad con otras fuerzas sociales. 
En Escocia, el pensamiento de Connolly ha influido a socialistas como John Maclean, también interesado en combinar ideas nacionalistas y marxistas, para lo cual creó el Partido Republicano Obrero Escocés.

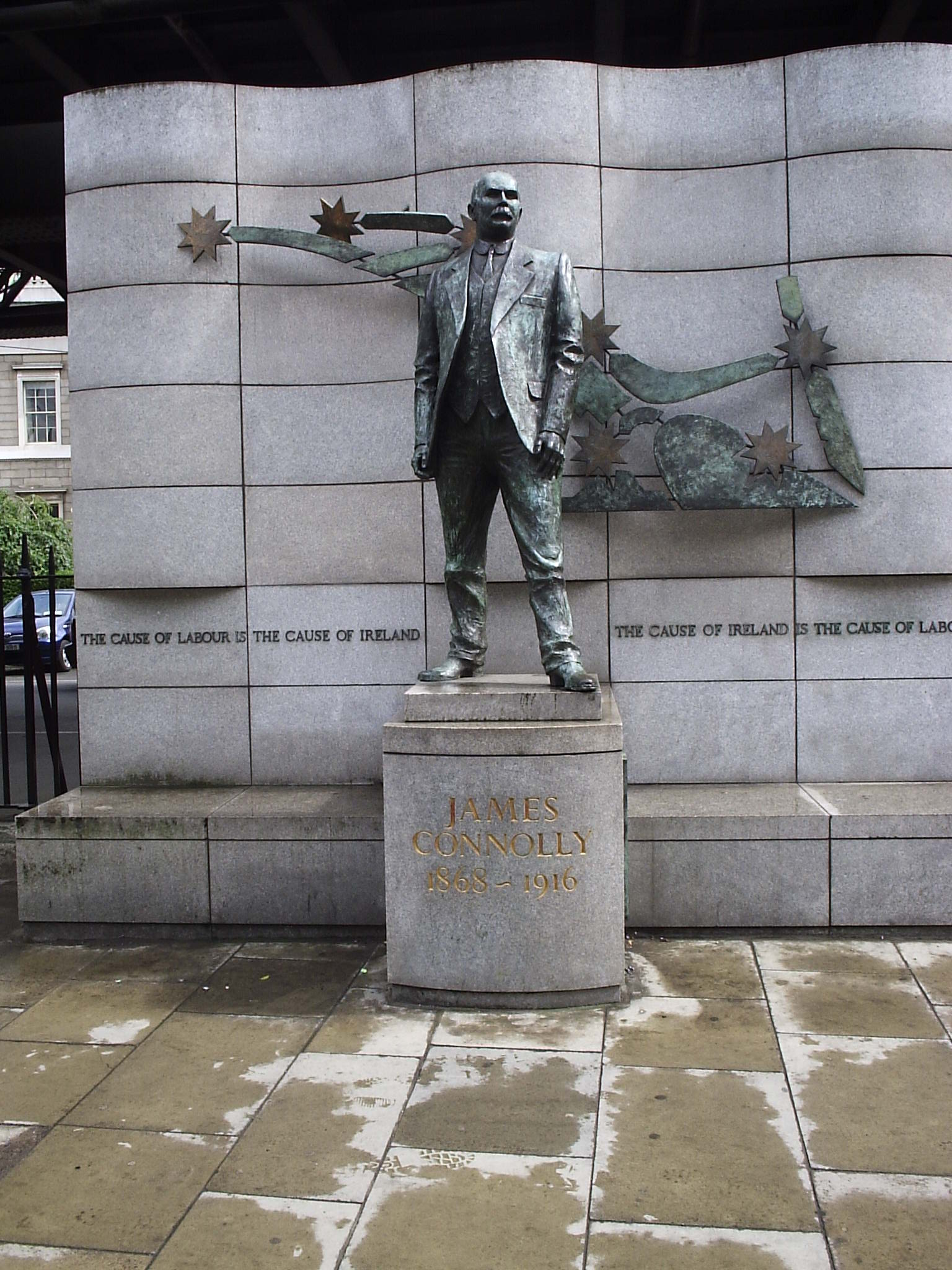
Estatua de James Connolly en Dublín

## En la cultura popular
Hay una estatuta de James Connolly en Dublín, cerca de la estación del DART con su mismo nombre. La estatua recoge una de sus frases más conocidas: "La causa de Irlanda es la causa del trabajo. La causa del trabajo es la causa de Irlanda".
En 2009 se anunció un proyecto de película, titulada Connolly, acerca de la vida de este político, y que sería dirigida por Adrian Dunbar y protagonizada por el actor escocés Peter Mullan.
En 2016 fue interpretado en la miniserie Rebellion de la RTÉ (televisión pública irlandesa) por el actor Brian McCardie. Esta miniserie narra los acontecimientos del Alzamiento de Pascua y fue realizada con motivo del centenario de dicho suceso clave de la historia de Irlanda.
Personaje en la novela "Saints and Scholars", de Terry Eagleton, donde dialoga fructíferamente con Wittgenstein, Nicolai Bakhtin y Leopold Bloom